# Ana Mulvoy-Ten
Ana Mulvoy-Ten (Londra, 8 maggio 1992) è un'attrice britannica di origine spagnola.

## Filmografia

### Cinema
- First Time Loser, regia di Joe Scott (2012)
- The Girl in the Book, regia di Marya Cohn (2015)
- Tomato Soup, regia di Dominic Blackwell-Cooper (2016)
- Outlaw, regia di Tyler Shields (2016)
- The Queen of Hollywood Blvd, regia di Orson Oblowitz (2016)
- Ascension (2016)
- Tuer Les Fleurs (2017)
- Selah and the Spades, regia di Tayarisha Poe (2019)

### Televisione
- Star – serie TV, episodio 1x04 (2003)
- La mia casa in Umbria (My House in Umbria) – film TV (2003)
- Myths – serie TV, episodio 1x01 (2009)
- Cosas de la vida – serie TV, 27 episodi (2008-2009)
- Red Faction: Origins – film TV (2011)
- Anubis (House of Anubis) – serie TV, 117 episodi (2011-2013)
- Figure It Out (2011)
- Teen Wolf – serie TV, episodio 4x05 (2014)
- CSI: Cyber – serie TV, episodio 1x07 (2015)
- Ur in Analysis – film TV (2015)
- Vanity – serie TV, 7 episodi (2015)
- American Crime – serie TV, 7 episodi (2017)
- Famous in Love – serie TV, episodio 1x01 (2017)

## Riconoscimenti
- 2012 – Nickelodeon UK Kids' Choice Awards
  - Candidatura – Attrice preferita per Anubis[1]

## Doppiatrici italiane
Nelle versioni in italiano delle opere in cui ha recitato, Ana Mulvoy-Ten è stata doppiata da:
- Loredana Foresta in Anubis[2]
- Roisin Nicosia in The Girl in the Book[3]